# Nobody but Me (Michael Bublé-album)
Nobody but Me er det niende studiealbum fra den canadisk-italiensk musiker Michael Bublé, og hans syvende album fra et stort pladeselskab. Det blev udgivet i Storbritannien den. 21. oktober 2016 via Reprise Records. Albummet indeholder tre originale sange, som Bublé har været med til at skrive, herunder førstesinglen "Nobody but Me", samt ni coverversioner.

## Spor
| 1.  | "I Believe in You"                               | 3:21 |
| 2.  | "My Kind of Girl"                                | 4:06 |
| 3.  | "Nobody but Me" (featuring Black Thought)        | 2:59 |
| 4.  | "On an Evening in Roma (Sotto er cielo de Roma)" | 2:42 |
| 5.  | "Today Is Yesterday's Tomorrow"                  | 3:24 |
| 6.  | "The Very Thought of You"                        | 3:31 |
| 7.  | "I Wanna Be Around"                              | 3:42 |
| 8.  | "Someday" (featuring Meghan Trainor)             | 3:23 |
| 9.  | "My Baby Just Cares for Me"                      | 3:15 |
| 10. | "God Only Knows"                                 | 4:15 |

| 10. | "This Love of Mine"                 | 4:20 |
| 11. | "Nobody but Me" (alternate version) | 3:01 |
| 12. | "Take You Away"                     | 2:53 |
| 13. | "God Only Knows"                    | 4:15 |

| 1. | "Home"                                   |  |
| 2. | "Close Your Eyes"                        |  |
| 3. | "Have I Told You Lately That I Love You" |  |
| 4. | "Crazy Love"                             |  |
| 5. | "You Make Me Feel So Young"              |  |

## Hitlister
| Hitliste (2016)                        | Højeste placering |
| -------------------------------------- | ----------------- |
| Argentina (CAPIF)                      | 7                 |
| Australian Albums (ARIA)               | 2                 |
| Austrian Albums (Ö3 Austria)           | 3                 |
| Belgian Albums (Ultratop Flanders)     | 7                 |
| Belgian Albums (Ultratop Wallonia)     | 13                |
| Canadiske Albummer (Billboard)         | 2                 |
| Kroatien Udenlandske (IFPI)            |                   |
| Tjekkiet (ČNS IFPI)                    | 14                |
| Danmark (Album Top-40)                 | 20                |
| Dutch Albums (MegaCharts)              | 4                 |
| French Albums (SNEP)                   | 25                |
| Finland (Musiikkituottajat)            | 32                |
| Tyskland (Offizielle Top 100)          | 4                 |
| Grækenland (IFPI)                      | 8                 |
| Ungarn (MAHASZ)                        | 1                 |
| Irland (IRMA)                          | 2                 |
| Italian Albums (FIMI)                  | 6                 |
| Japan (Oricon)                         | 41                |
| Japanese International Albums (Oricon) | 10                |
| New Zealand Albums (RMNZ)              | 3                 |
| Norge (VG-lista)                       | 20                |
| Polen (ZPAV)                           | 9                 |
| Portugal (AFP)                         | 7                 |
| Skotland (OCC)                         |                   |
| Spanish Albums (PROMUSICAE)            | 6                 |
| Swedish Albums (Sverigetopplistan)     | 16                |
| Swiss Albums (Schweizer Hitparade)     | 5                 |
| Storbritannien (OCC)                   | 2                 |
| US Billboard 200                       | 2                 |

| Hitliste (2016)                    | Placering |
| ---------------------------------- | --------- |
| Australian Albums (ARIA)           | 28        |
| Austrian Albums (Ö3 Austria)       | 65        |
| Belgian Albums (Ultratop Flanders) | 58        |
| Belgian Albums (Ultratop Wallonia) | 105       |
| Dutch Albums (MegaCharts)          | 99        |
| German Albums (Offizielle Top 100) | 80        |
| New Zealand Albums (RMNZ)          | 36        |
| UK Albums (OCC)                    | 13        |